# 萊比錫商管研究生學院
萊比錫商管研究生學院（HHL Leipzig Graduate School of Management），是德國薩克森萊比錫一間專收研究生的私立商管學院。以萊比錫商學院（Handelshochschule Leipzig）之名為人所知。通過AACSB和ACQUIN部分認證。始建於1898年，是世界上最古老的商學院之一。

## 簡史
在1898年，由萊比錫商會提倡建立。1946年，與萊比錫大學合併。1969年，獲得部分獨立。冷戰時期鐵幕垮台後，回歸德國。1992年再次由萊比錫商會提倡，重新建立學校由私人管理。

## 學位
- 商管碩士(M.Ba)
- 管理碩士(M.Sc)
- 全球行政碩士(MBA)
- 歐洲碩士(MBA)
- 博士(PHD)

## 外部聯結
- 校網 （页面存档备份，存于）

51°20′N 12°21′E / 51.34°N 12.35°E